# Spotikavci
Spotikavci (nemško Stolperstein) je projekt, ki ga je ustanovil Gunter Demnig. Demnig je v spomin na številne žrtve nacizma, ki so bile deportirane ali izgnane ter usmrčene, izdelal betonske kocke z individualnim napisom na ploščicah in jih vdelal v tlak, pred nekdanjimi hišami žrtev.
Do oktobra 2008 je Gunter Demnig vklesal okoli 17.000 teh spotikavcev v 350 mestih Nemčije, Avstrije in drugih evropskih držav.

## Začetki
Ideja za ta projekt se je porodila leta 1993, leta 1994 pa je nastala prva serija teh spotikavcev v Kölnu. Duhovnik Antonitske cerkve pa je bil pobudnik projekta.